# Бутырин, Иван Ульянович
Иван Ульянович Бутырин (19 января 1919, дер. Зарубята, Пермская губерния — 5 июля 1943, Шебекинский район, Курская область) — лейтенант Рабоче-крестьянской Красной Армии, участник Великой Отечественной войны, Герой Советского Союза (1943).

## Биография
Родился 19 января 1919 года в деревне Зарубята (ныне — Ильинский район Пермского края).
Окончил четыре класса сельской школы села Филатово. После переезда вместе с семьёй в село Висим Добрянского района поступил в пятый класс школы города Чёрмоз, однако из шестого был вынужден уйти из-за тяжёлого семейного положения и поступить на работу учеником вальщика леса в Висимский леспромхоз, затем работал кочегаром на пароходе «Память В. Баранова», помощником шкипера на барже «Волга», грузчиком и бригадиром на Чёрмозском металлургическом заводе.
В 1940 году призван на службу в Рабоче-крестьянскую Красную Армию. Проходил службу в бронетанковых войсках, получил звание младшего командира. С сентября 1941 года — на фронтах Великой Отечественной войны. Воевал командиром танка БТ-7 в 3-м батальоне легких танков 141-й танковой бригады. С конца ноября 1941 года — в первом танковом батальоне майора Адильбекова 121-й бригады, с которым вместе перешел из 141-й, после её гибели в оборонительной Орловско-Брянской операции. Участвовал в боях на Западном, Брянском, Южном, Сталинградском, Донском и Воронежском фронтах. В 1942 году вступил в ВКП(б). К июлю 1943 года гвардии лейтенант Иван Бутырин командовал танком 1-го танкового батальона 27-й гвардейской отдельной танковой бригады 7-й гвардейской армии Воронежского фронта. За всё время своего участие в боях Бутырин вместе с экипажем своего танка уничтожил 21 противотанковое орудие, 4 танка, 11 пушек, 5 дзотов, 3 тягача, 11 автомашин, более 300 вражеских солдат и офицеров. Отличился во время Курской битвы.
5 июля 1943 года в районе сёл Ржавец и Маслова Пристань Шебекинского района (ныне Белгородской области), когда советские пехотинцы залегли, Бутырин сам вышел из танка и поднял их в атаку. Погиб в этом бою. Похоронен в братской могиле в селе Вознесеновка того же района, на могиле установлен танк на постаменте.

## Награды

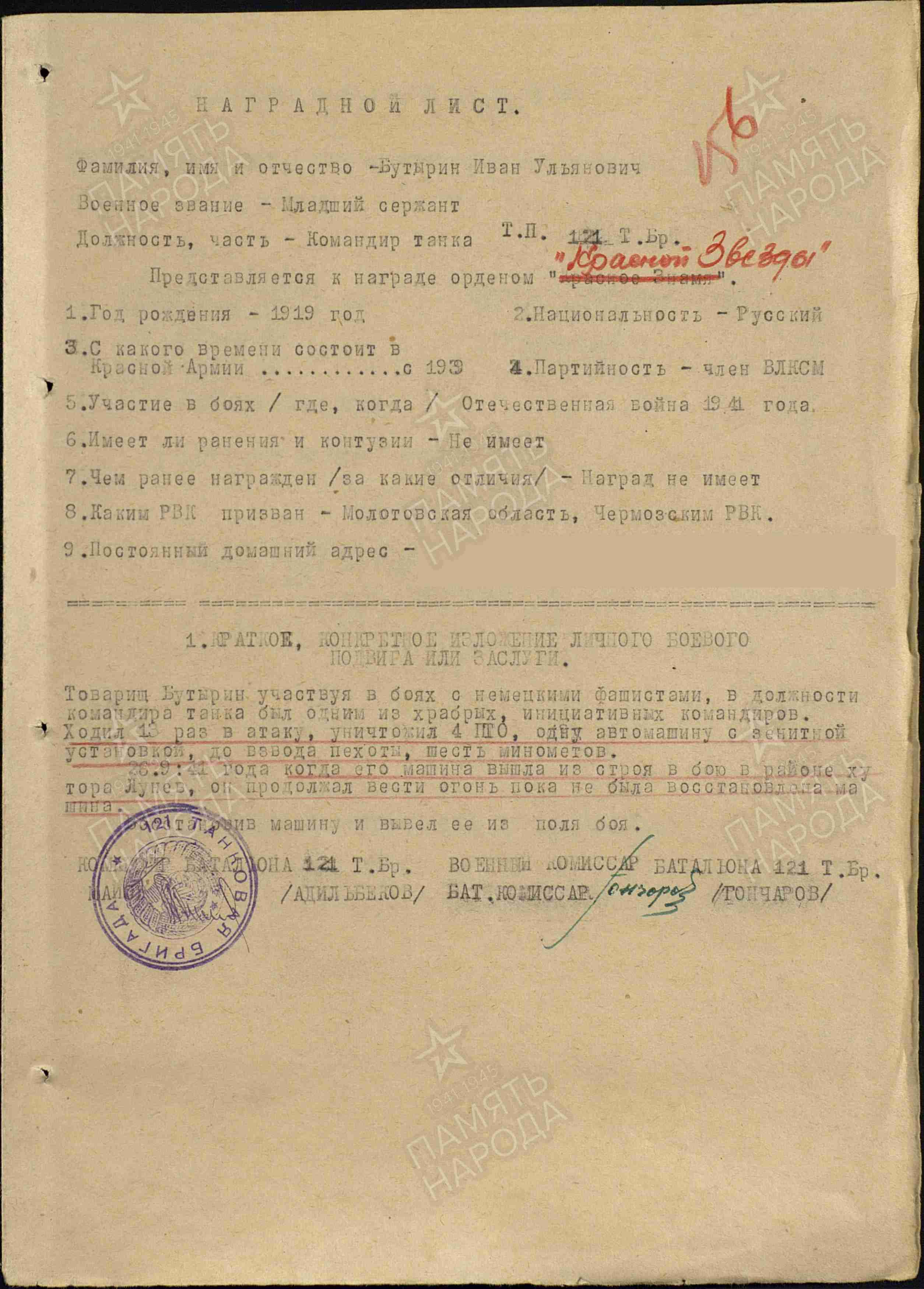
Наградной лист. Командир Адильбеков Г.А. награждает Бутырина Ивана Ульяновича за подвиг в боях сентября 1941 года под Трубческом.

Его командир Г.А.Адильбеков описывает подвиг в наградном листе:

«Товарищ Бутырин участвуя в боях с немецкими фашистами, в должности командира танка был одним из храбрых, инициативных командиров. Ходил 13 раз в атаку, уничтожил 4 ПТО, одну автомашину с зенитной установкой, до взвода пехоты, шесть минометов.
26.9.41 года, когда его машина вышла из строя в бою в районе хутора Лунев, он продолжал вести огонь пока не была восстановлена машина.
Восстановив машину и вывел её из поля боя.»

Указом Президиума Верховного Совета СССР от 26 октября 1943 года за «образцовое выполнение боевых заданий командования и проявленные при этом геройство и мужество» гвардии лейтенант Иван Бутырин посмертно был удостоен высокого звания Героя Советского Союза. Также был награждён орденами Ленина, Красного Знамени, Отечественной войны 2-й степени, Красной Звезды, а также рядом медалей.

## Память
В честь Бутырина назван буксирный теплоход Камского речного пароходства, его имя увековечено на ряде мемориалов.
18.01.2019 прошло открытие барельефа, посвященного 100-летию со дня рождения И. У. Бутырина. Барельеф установлен на здании школы села Филатово, в которой учился герой. Автор барельефа художник Влас Иванович Нечаев.

## Галерея

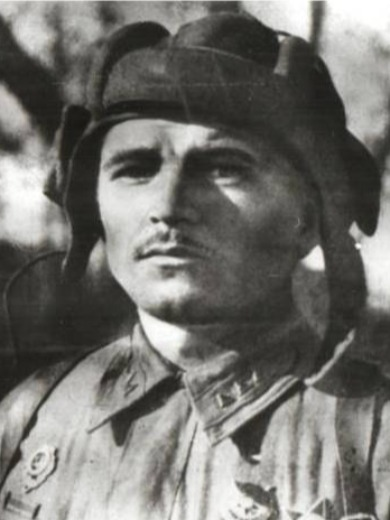
Бутырин Иван Ульянович в танковом шлеме
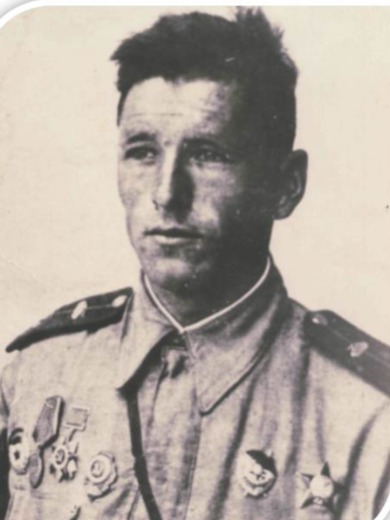
Бутырин Иван Ульянович последнее фото
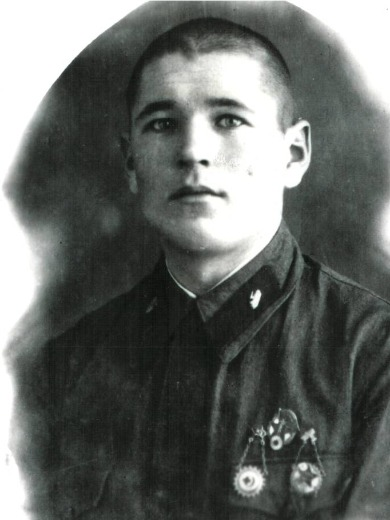
Бутырин Иван Ульянович раннее фото
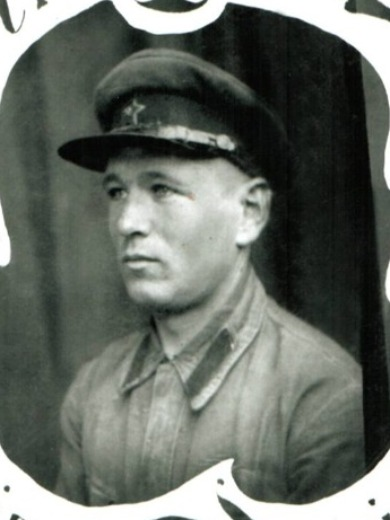
Бутырин Иван Ульянович